# Kage-ryū
Kage-ryū (jap. 影流) – tradycyjna szkoła (koryū) szermierki (kenjutsu), założona ok. 1550 roku przez Yamamoto Hisaya Masakatsu. Szkoła koncentruje się na nauce techniki Battōdō, do której stosowane są no-dachi (znane również pod nazwą choken).  